# Panilla trimacula
Panilla trimacula is een vlinder uit de familie spinneruilen (Erebidae). De wetenschappelijke naam is voor het eerst geldig gepubliceerd in 1891 door Saalmüller.
De soort komt voor in tropisch Afrika.